# Communautés rurales du Sénégal
 (novembre 2024).
Les communautés rurales du Sénégal (CR) sont des anciennes collectivités locales du Sénégal, au même titre que les communes d'arrondissement, les communes et les régions – contrairement aux villages, aux arrondissements et aux départements qui sont des circonscriptions administratives.
Elles regroupent les villages, alors que les communes et les communes d'arrondissement concernent les villes, moyennes ou grandes. Le Sénégal étant un pays essentiellement agricole, elles concernent la plus grande partie du territoire national.
Leur nombre s'accroît régulièrement. Depuis 2008, le pays compte 370 communautés rurales.
Les dernières élections rurales ont eu lieu le 22 mars 2009, en même temps que les élections municipales et régionales. Les prochaines sont annoncées – sous toutes réserves – pour juin 2014.
Depuis le 28 décembre 2013, les anciennes communautés rurales sont érigées en communes. 

## Histoire
Elles ont été instituées par la loi no 72.25 du 19 avril 1972.
Jusqu'au début de l'année 2008, ces communautés rurales étaient au nombre de 324. Une seule était dirigée par une femme.
Depuis août 2008 leur nombre s'est accru, il est passé à 340.
Lors des élections locales du 22 mars 2009 le Sénégal comptait 370 communautés rurales.

### Filmographie
- Réassemblage, un documentaire de Trinh T. Minh-ha consacré aux communautés rurales du Sénégal (1982, 40 min)